# 비르구

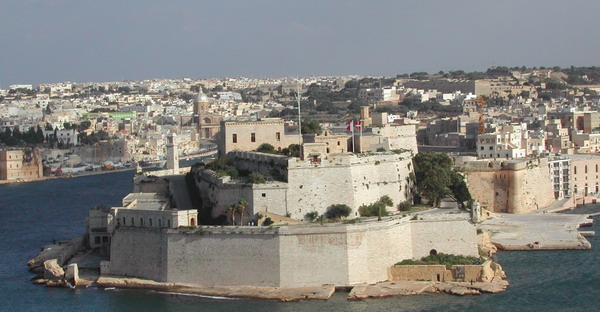
비르구에 위치한 요새의 모습

비르구의 위치

비르구(몰타어: Birgu, 이탈리아어: Vittoriosa 비토리오사[*])는 몰타의 도시로 면적은 0.5km2, 인구는 2,758명(2011년 3월 기준), 인구 밀도는 5,500명/km2이다.
몰타의 수도인 발레타가 설립되기 이전부터 존재했을 정도로 오랜 역사를 갖고 있다. 1565년 몰타 기사단이 오스만 제국을 상대로 승리를 기록한 몰타 공방전으로 유명한 곳이다.

시기
시 문장